# Рок, Майкл
Майкл Э. Рок (англ. Michael E. Rock; 1899 — 1 декабря 1965, Джабалпур, Мадхья-Прадеш) — индийский хоккеист на траве, полевой игрок. Олимпийский чемпион 1928 года.

## Биография
Майкл Рок родился в 1899 году.
Играл в хоккей на траве за Центральные провинции.
В 1928 году вошёл в состав сборной Индии по хоккею на траве на летних Олимпийских играх в Амстердаме и завоевал золотую медаль. Играл в поле, провёл 5 матчей, мячей не забивал.
Умер 1 декабря 1965 года в индийском городе Джабалпур.